# Lucma (Gran Chimú)
Lucma es una localidad peruana capital del Distrito de Lucma en la Provincia de Gran Chimú del Departamento de La Libertad. Se ubica aproximadamente a unos 138 kilómetros al noreste de la ciudad de Trujillo.  